# 30 de maig
El 30 de maig és el cent cinquantè dia de l'any del calendari gregorià i el cent cinquanta-unè en els anys de traspàs. Queden 215 dies per a finalitzar l'any.

## Esdeveniments
Països Catalans
- 1640, Montiró, Principat de Catalunya: els terços de Felip IV destrueixen la vila.[1]
- 1840 - Morella (Ports): els carlins es rendeixen al final del setge de Morella de 1840 i s'ofereixen com a presoners de guerra durant la Primera Guerra Carlina.
- 1843, Catalunya: Començant al Camp de Tarragona, s'hi esdevé una conspiració contra el govern del general Espartero en la qual participa el general Prim.[2]
- 1956, Barcelona, Barcelonès: tal com consta en el colofó de l'obra, s'enllesteix la publicació de la Gramàtica catalana de Pompeu Fabra a cura de Joan Coromines, coneguda també com la Gramàtica "pòstuma".
- 1987, Catalunya: s'emet a TV3 l'últim episodi de les aventures d'Oliana Molls.
- 2010, Sabadell, Vallès Occidental: se celebra la Consulta sobre la independència de Catalunya, és la primera ciutat amb més de 200.000 habitants que la realitza.
- 2015, Barcelona: tanca la llibreria La Hormiga de Oro, una de les més antigues de la ciutat.
- 2015, Barcelona: el Camp Nou viu una xiulada històrica a l'himne d'Espanya abans de l'inici de la final de la copa del Rei de futbol, disputada entre el FC Barcelona i l'Athletic de Bilbao. La xiulada és considerada com la més sonora de la història.

Resta del món
- 1588: El darrer vaixell de l'Armada Invencible salpa de Lisboa cap al Canal de la Mànega.[3]
- 1631, Castell de Fontainebleau, Regne de França: és signat el Tractat de Fontainebleau entre Maximilià I de Baviera i el Cardenal Richelieu
- 1814: Signatura del Tractat de París. Napoleó Bonaparte és enviat a l'exili a l'illa d'Elba.[4]
- 1866, Praga (Imperi Austrohongarès): estrena de La núvia venuda, òpera còmica en tres actes del compositor txec Bedřich Smetana, amb llibret de Karel Sabina, al Teatre Provisional de Praga.
- 1871: Cau la Comuna de París.
- 1909, Milà (Itàlia): l'italià Luigi Ganna guanya la primera edició del Giro d’Itàlia.[5]
- 1913: se signa el Tractat de Londres, que posa fi a la Primera Guerra Balcànica.
- 1971, EUA: La NASA llança la missió espacial Mariner 9
- 1982: Espanya ingressa a l'OTAN.
- 1990: Franjo Tuđman esdevé President de Croàcia.
- 1995, París (França): inauguració del nou edifici de la Biblioteca Nacional de França, amb projecte de Dominique Perrault.
- 1996: Andreu de York es divorcia de Sarah Ferguson.
- 1998: El terratrèmol de 6.5 Mw afecta la Província de Takhar, l'Afganistan provocant la mort d'entre 4.000 i 4,500 habitants.
- 2003, Nova York, (EUA): procedent de París hi arriba el darrer avió Concorde en servei d'Air France. Els de British Airways deixaran de volar el 25 d'octubre del mateix any.

## Naixements
Països Catalans
- 1866 - Cadaqués: Lidia de Cadaqués, hostalera de Cadaqués, mitificada per artistes com d'Ors o Dalí (m. 1946).[6]
- 1873 - Barcelona: Josep Falp i Plana, metge i escriptor català, que va fundar la Lliga Vegetariana de Catalunya (m. 1913).[7]
- 1920 - Barcelona: Antoni Maria Badia i Margarit, filòleg i lingüista català (m. 2014).[8]
- 1943 - Barcelona: Narcís Serra i Serra, polític i economista català.
- 1947 - Beniopa, la Safor: Josep Piera i Rubió, escriptor i traductor valencià.[9]
- 1948 - Barcelona: Salvador Puig i Antich, activista autònom català, executat pel règim franquista (m. 1974).[10]
- 1951 - Sedaví (l'Horta Sud): Ferran Torrent i Llorca, escriptor i periodista valencià.[11]
- 1969 - Barcelona: Eva Piquer i Vinent, escriptora, periodista i professora catalana.
- 1973 - Barcelona: Marina Garcés, filòsofa i assagista catalana.[12]
- 1977 - Palafolls: Carme Fenoll i Clarabuch, bibliotecària catalana, que fou cap del Servei de Biblioteques de la Generalitat de Catalunya.[13]

Resta del món
- 1524, Istanbul, Imperi Otomà: Selim II, soldà de l'Imperi Otomà des de 1566 fins al 1574 (m. 1574).[14]
- 1814, Priamúkhino, Imperi Rus: Mikhaïl Bakunin, anarquista rus (m. 1876).[15]
- 1834, Dendermonde, Flandes: Emmanuel Hiel, poeta i escriptor flamenc (m. 1899).
- 1845, Torí, Regne de Sardenya-Piemont: Amadeu I d'Espanya, aristòcrata italià (m. 1890).[16]
- 1868, París: Camille du Gast, celebritat francesa, pionera de l'automobilisme femení (m. 1942).[17]
- 1879, Londres, Anglaterra: Vanessa Bell, pintora i interiorista anglesa, part del grup de Bloomsbury (m. 1961).[18]
- 1880, Madrid (Espanya): Joaquín Fanjul Goñi, militar d'infanteria i advocat espanyol. Veterà de les campanyes de Cuba i Marroc (m. 1936).[19]
- 1895, Budapest, Hongria: Jelly d'Aranyi, compositora i violinista hongaresa nacionalitzada anglesa (m. 1966).[20]
- 1899, Brooklyn, Nova York, Estats Units: Irving Thalberg, productor de cinema estatunidenc (m. 1936).
- 1907,
  - Allegre, Haute-Loira: Germaine Tillion, etnòloga francesa, membre de la resistència francesa (m. 2008).[21]
  - Hannover, Alemanya: Elly Beinhorn, aviadora alemanya pionera (m. 2007).[22]
- 1908, 
  - Norrköping, Suècia: Hannes Alfvén, astrònom i físic suec, Premi Nobel de Física de l'any 1970 (m. 1995).[23]
  - Sant Petersburg: Marina Semjonova, ballarina soviètica, la primera prima ballerina formada en aquest país (m. 2010).[24]
  - San Francisco, Califòrnia (EUA): Melvin Jerome "Mel Blanc" va ser un actor de doblatge i comediant estatunidenc (m. 1989).[25]
- 1912, Marianglas, Gal·les: Hugh Griffith, actor gal·lès (m. 1980).
- 1912, Nova York, EUA: Julius Axelrod, bioquímic nord-americà, Premi Nobel de Medicina o Fisiologia de l'any 1970 (m. 2004).[26]
- 1928, Ixelles: Agnès Varda, directora de cinema belga (m. 2019).[27]
- 1931, Riga: Vizma Belševica, poeta, escriptora i traductora letona nominada al premi Nobel de literatura (m. 2005).[28]
- 1932, Houston, Texas: Pauline Oliveros, compositora americana, acordionista i pionera de la música electrònica (m. 2016).[29]
- 1934, Listvianka, Unió Soviètica: Aleksei Leónov, cosmonauta soviètic que va fer el primer passeig espacial el 18 de març de 1965 (m. 2019).[30]
- 1941, Gènova: Marisa Solinas, actriu i cantant italiana (m. 2019).[31]
- 1955, Little Falls, Minnesota (EUA): Brian Kobilka, científic estatunidenc, Premi Nobel de Química de l'any 2012.[32]
- 1969, Las Palmas de Gran Canaria, Espanya: Mònica López, actriu catalana.
- 1975, Wausau, Wisconsin, Estats Units: Marissa Mayer, enginyera en informàtica i directiva estatunidenca.[33]
- 1985, Budapest, Hongria: Krisztián Vadócz, futbolista hongarès.

## Necrològiques
Països Catalans
- 1898 - Barcelona: Heribert Mariezcurrena i Corrons, gravador i fotògraf català (n. 1847).[34]

- 1924 - París: Amélie Beaury-Saurel, pintora catalana de pares francesos (n. 1849).[35]
- 1978 - Barcelona: Josep Gonzalvo i Falcon, conegut com a Gonzalvo II, futbolista i entrenador.
- 2016 - 
  - Girona: Manuel Costa-Pau i Garriga, escriptor, professor, editor, traductor i pensador català. (n. 1936).[36]
  - Barcelona: Josefina Peraire, poetessa, ceramista i escultora catalana (n. 1947).[37]

Resta del món
- 727 - Tervuren: Hubert de Lieja, bisbe de Lieja de 705 a 727.
- 1252, Sevilla, Regne de Castella: Ferran III de Castella, dit el Sant, rei de Castella (1217-1252) i de Lleó (1230-1252) (n. 1199).
- 1416 - Constança (Alemanya): Jeroni de Praga mor cremat per heretge (n. 1365).[38]
- 1431 - Rouen (Regne de França): Joana d'Arc, heroïna francesa de la Guerra dels Cent Anys (n. 1412).[39]
- 1574 - Castell de Vincennes, París (Regne de França): Carles IX de França, duc d'Orleans i rei de França (n. 1550).[40]
- 1593 - Deptford (Anglaterra): Christopher Marlowe, dramaturg, poeta i traductor de l'època elisabetiana (n. 1564).[41]
- 1640 - Anvers (Països Baixos): Peter Paul Rubens, pintor barroc de l'escola flamenca (n. 1577).[42]
- 1744 - Twickenham (Anglaterra): Alexander Pope, poeta anglès (n. 1688).[43]
- 1778 - París: Voltaire, escriptor i filòsof francès (n. 1694).[44]
- 1840 - Londres: Mary Monckton, comtessa de Cork i Orrery i agent literària anglo-irlandesa (n.1746).[45]
- 1901 - París (França): Théodore-Joseph Boudet de Puymaigre, folklorista i historiador de la literatura francès (n. 1816).[46]
- 1934 - Tòquio (Japó): Tōgō Heihachirō, almirall japonès (n. 1847).[47]
- 1943 - Mèxic: Jaume Aiguader i Miró, metge i polític català (n. 1882).[48]
- 1951 - New Haven, Conneticut (EUA): Hermann Broch, escriptor austríac, un dels millors renovadors de la narrativa en llengua alemanya (n. 1886).[49]
- 1960 - Peredelkino, URSS: Borís Pasternak, escriptor rus, Premi Nobel de Literatura 1958 (que refusà) (n. 1890).[50]
- 1961 - San Cristóbal (República Dominicana) Rafael Leónidas Trujillo Molina, militar i President la República Dominicana (1930-61) (n. 1891).[51]
- 1967 - Laconia (N. Hampshire, EUA): Claude Rains, actor britànic (n. 1889).
- 1989 - Nova York: Zinka Milanov, soprano croata (n. 1906).[52]
- 1993 - Birmingham, Alabama (EUA): Sun Ra (Herman Sonny Blount) músic de jazz nord-americà. Figura destacada de l'avantguarda jazzística (n. 1914).[53]
- 1994 - Madrid (Espanya): Juan Carlos Onetti Borges, escriptor i periodista uruguaià (n. 1909).[54]
- 1995 - Alcobendas (Espanya): Antonio González Flores, actor, compositor i cantant espanyol, fill de Lola Flores i del Pescaílla (n. 1961).[55]
- 2006 - Tòquio (Japó): Shohei Imamura, guanyador dues vegades de la Palma d'Or al festival de Canes.
- 2009 -Rehobot, Israel: Efràyim Qatsir, quart President d'Israel (n. 1916).[56]
- 2010 - Madrid (Espanya): Josep Manuel Casas i Torres, geògraf valencià (n. 1916).
- 2011 - Nova York, EUA: Rosalyn Yalow, física i professora universitària, Premi Nobel de Medicina o Fisiologia de 1977 (n. 1921).[57]
- 2012 - Cambridge, Cambridgeshire, Anglaterra: Sir Andrew Fielding Huxley, metge, biofísic i professor universitari anglès guardonat amb el Premi Nobel de Medicina o Fisiologia l'any 1963 (n. 1917).[58]
- 2013 - Nova Delhi, Índia: Vina Mazumdar, acadèmica, feminista pionera en els estudis de les dones a l'Índia i figura destacada del moviment de dones en la postindependència (n. 1927).
- 2015 - Londres, Julie Harris, sastressa anglesa que treballà per al cinema; obtingué un Oscar al millor vestuari (n. 1921).[59]
- 2024 - Morón, Algentina: Nora Morales de Cortiñas, psicòloga, militant dels drets humans i cofundadora de Madres de la Plaza de Mayo (n. 1930).[60]

## Festes i commemoracions

### Santoral

#### Església Catòlica
- Sants al Martirologi romà (2011): Ferran III de Castella, rei; Hubert de Lieja, bisbe; Joana d'Arc, verge; Gaví, Protus i Genar de Porto Torres, màrtirs; Basili i Emèlia de Cesarea, pares; Anastasi de Pavia, bisbe; Dinfna de Gheel, màrtir; Luke Kirby, màrtir; Maties Kalemba, màrtir; Giuseppe Marello, bisbe d'Acqui.
  - Beats William Filby, Lawrence Johnson i Thomas Cottam i Wilima Scott i Richard Newport, màrtirs; Jeanne-Germaine Castang, clarissa; Carlo Liviero, bisbe i fundador de les Petites Esclaves del Sagrat Cor; Marta Anna Wiecka, Filla de la Caritat; Otto Neururer, màrtir; Pere Tarrés i Claret, prevere.
- Sants Restitut de Càller, bisbe i màrtir; Isaac de Constantinoble, monjo; Valstà de Bawburgh, sant llegendari.

#### Església Copta
- 22 Baixans: sant Andrònic de Pannònia.

#### Església Ortodoxa (segons el calendari julià)
- Se celebren els corresponents al 12 de juny del calendari gregorià.

#### Església Ortodoxa (segons el calendari gregorià)
Corresponen als sants del 17 de maig del calendari julià litúrgic:
- Sants Andrònic de Pannònia, un dels Setanta deixebles, i Júnia; Esteve de Constantinoble, arquebisbe; Solocó, Pamfamer i Pamfaló de Calcedònia, màrtirs; Nectari i Teòfanes de Meteora, monjos; Eudòxia de Moscou, princesa; Atanasi el Jove, taumaturg de Criscianòpolis; translació de les relíquies de Sant Adrià d'Ondrusov, abat; repòs del just Jonàs d'Odessa (1924).

#### Església d'Anglaterra
Sants Josephine Butler, reformadora social (1906); Joana d'Arc, visionària (1431); Apolo Kivebulaya, prevere evangèlic en l'Àfrica Central (1933).

#### Església Episcopal dels Estats Units
Santa Joana d'Arc, mística i soldat.